# Wehrkirche Wenkbach

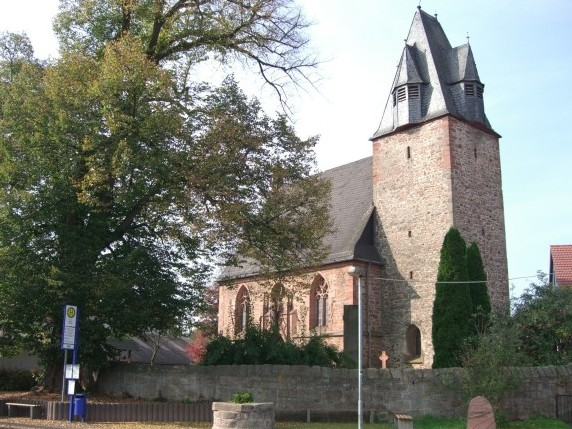
Die Wenkbacher Wehrkirche 2007

Die Wehrkirche in Wenkbach im Landkreis Marburg-Biedenkopf ist eine im 12. Jahrhundert erbaute und danach mehrfach umgebaute Kirche, die seit der Reformation der evangelischen Konfession dient. Sie gehört zur Kirchengemeinde Roth im Kirchenkreis Marburg der Evangelischen Kirche von Kurhessen-Waldeck.

## Lage und Gebäude
Die Wehrkirche liegt in der Dorfstraße im historischen Ortskern von Wenkbach, unweit des Bürgerhauses. Sie bietet rund 230 Menschen Platz. Über 90 Sitzplätze davon finden sich auf den Bänken auf der Empore.

## Geschichte

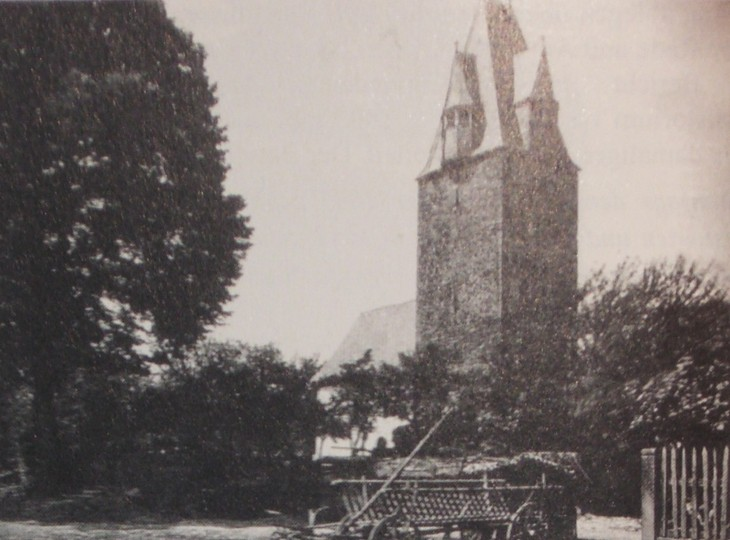
Die Kirche um 1900

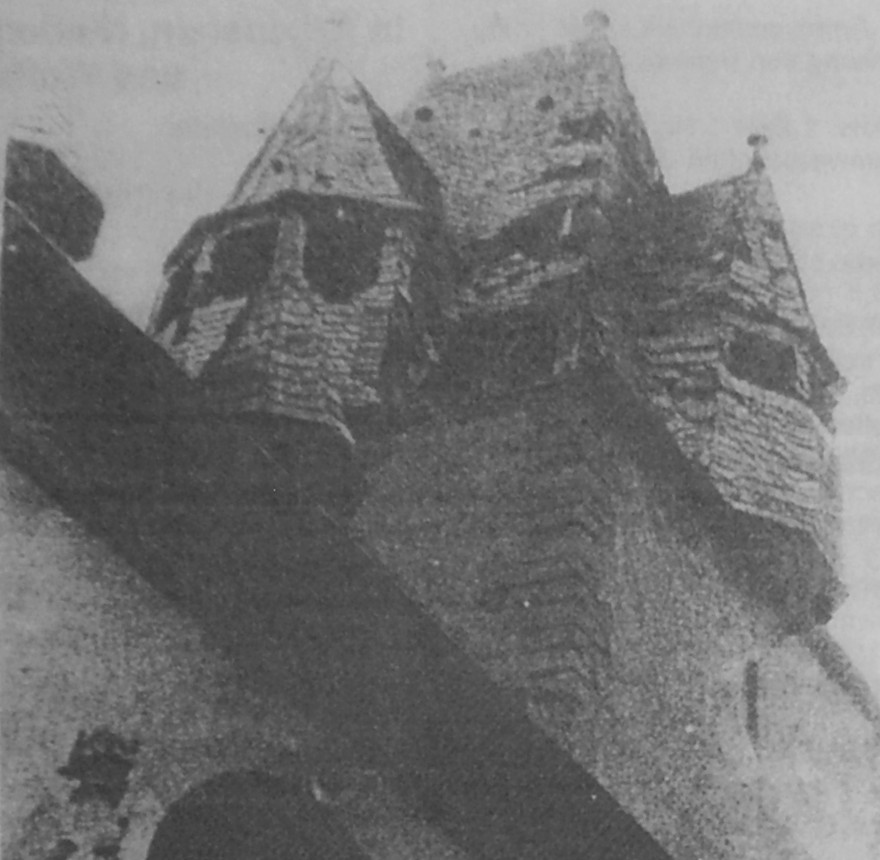
Der beschädigte Turm 1945

Mit Abstand ältester Teil der Wehrkirche in Wenkbach ist der steinerne Wehrturm. Dieser stammt Untersuchungen zufolge vermutlich aus dem 12. Jahrhundert, ist also deutlich älter als die älteste bekannte Erwähnung Wenkbachs im Jahr 1302. Der Wehrturm ist noch heute weitestgehend in seiner ursprünglichen Form erhalten. Einzig das Dach des Turmes musste mehrere Male, zuletzt im Jahr 1949 aufgrund von Beschädigungen im Zweiten Weltkrieg, grundlegend erneuert werden.
Angebaut war an den Turm zunächst ein hölzernes Kirchenschiff, in dem rund 80 Menschen einen Sitzplatz finden konnten. Dieses wurde während der Jahrhunderte zum Anfang des 20. Jahrhunderts mehrfach renoviert und erneuert. 1905 wurde es schließlich abgerissen, nachdem es bereits um 1850 größere Schäden aufwies, die nur notdürftig repariert werden konnten. Noch in diesem Jahr wurde innerhalb eines halben Jahres für rund 17.000 Mark ein neues Kirchenschiff aus Stein mit einer Kanzel und einer Orgel erbaut. Während dieser Arbeiten kam es zu einem Unfall: Ein Fuhrmann, der die Steine für die Kirche anliefern sollte, verunglückte und starb schließlich an seinen Verletzungen. Einige Monate zuvor, Ende Mai, war der Grundstein für den Neubau gelegt worden. Am 1. September meldete die Oberhessische Zeitung:
„Die Arbeiten zum Umbau [der] aus dem 12. Jahrhundert stammenden [Wenkbacher] Kirche schreiten rüstig vorwärts und [es] steht zu hoffen, daß die Kirche bald wieder in Benutzung genommen werden kann.“
Fertiggestellt wurde das neue Kirchenschiff im Dezember 1905. Wiederverwendet wurde die Kanzel, die bereits seit 1666 in der hölzernen Kirche genutzt wurde.
In den Jahrzehnten seit Gründung der Bundesrepublik Deutschland wurden weitere Arbeiten an der Kirche durchgeführt. 1959 wurde der schadhafte weiße Außenputz entfernt und nicht ersetzt. Stattdessen wurden die darunter befindlichen Sandsteine gereinigt und die Fugen fachgerecht hergestellt. Die Kirche änderte somit ihr äußeres Erscheinungsbild. Auch im Inneren wurden in diesem Jahr einige Änderungen vorgenommen. Die 1905 entstandenen Wandmalereien waren durch Feuchtigkeit bereits größtenteils zerstört, die Überreste wurden übermalt. Ebenfalls 1959 wurde für die Glocken eine automatische Läuteanlage angeschafft. 1963 erhielt die Wenkbacher Kirche eine Umluft-Heizungsanlage sowie einen kleinen Kesselraum. Eine Innenrenovierung der Kirche wurde 1993 nötig. Die letzte große Veränderung war die Anschaffung einer neuen Orgel von Andreas Schmidt. 1997 wurde das über 130.000 Mark teure neue Musikinstrument eingeweiht.

### Glocken
Die größte Glocke ist die sogenannte „Sankt Katherine“. Die 280 Kilogramm schwere Glocke stammt aus dem Jahr 1465. Bis 1942 blieb sie im Kirchturm, dann musste sie auf Veranlassung der Nationalsozialisten abgenommen und abgegeben werden. Nach dem Ende des Zweiten Weltkriegs wurde sie in Hamburg entdeckt und 1947 nach Wenkbach zurückgebracht. Nach der Erneuerung des beschädigten Daches wurde sie wieder an ihrer ursprünglichen Stelle eingesetzt. Die zweite Glocke, die ebenfalls aus dem 15. Jahrhundert stammt und mit 160 Kilogramm deutlich leichter und kleiner ist, blieb auch während des Krieges in der Kirche.

### Altar

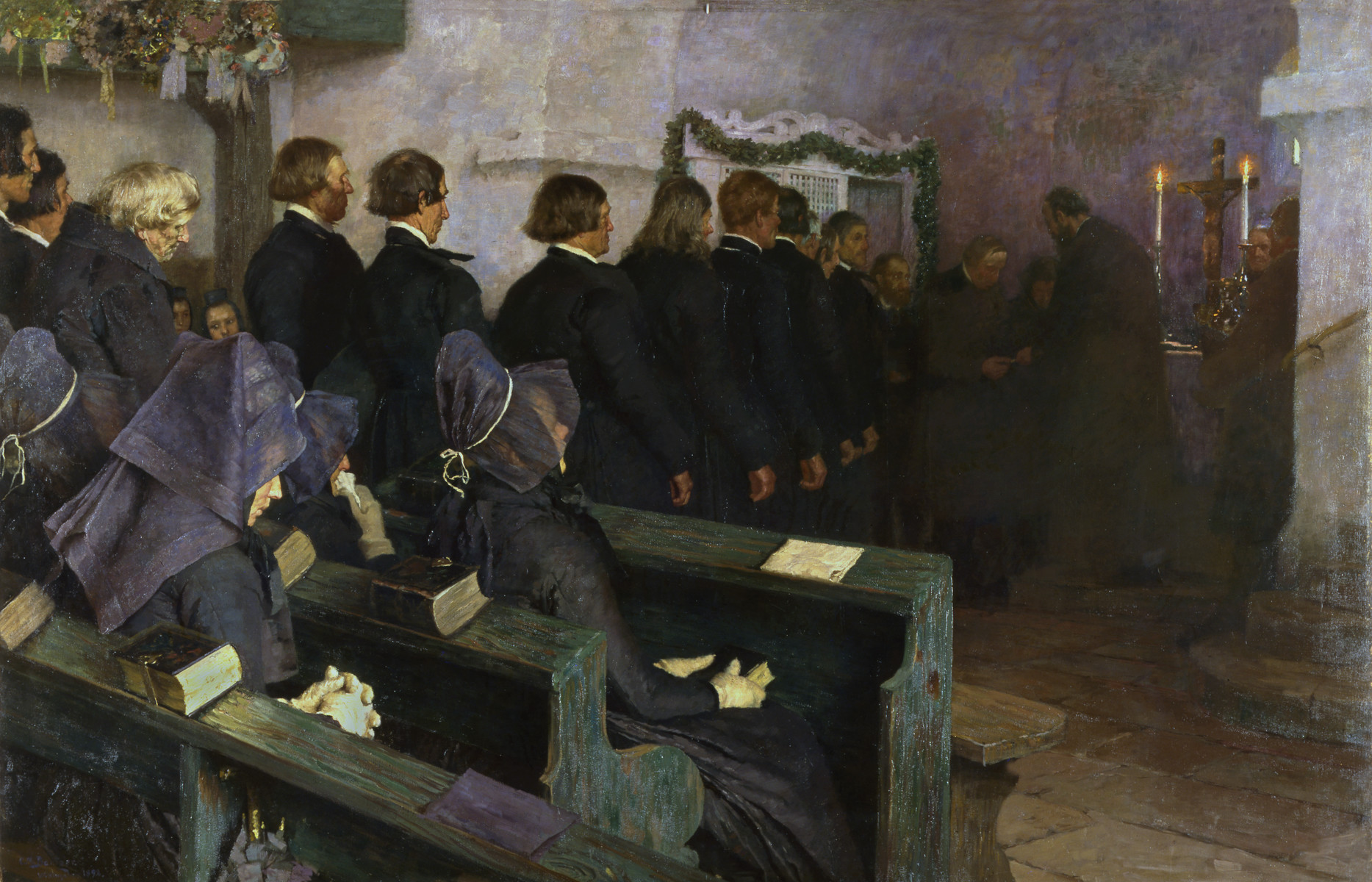
Carl Bantzers Gemälde im Universitätsmuseum Marburg

Der Altar der Kirche ist bereits mehrere hundert Jahre alt. Er blieb bis heute in seiner ursprünglichen Form erhalten. 1891 diente er dem impressionistischen Maler Carl Bantzer als Vorlage für sein Bild Abendmahl in einer hessischen Dorfkirche. Zu seinem Bild schrieb er später:
„Eine Vollendung des neu angefangenen Bildes war weder im Schulsaal noch in einer Kirche selbst denkbar, und ich kam daher im Frühjahr 1891 zu dem Entschluß, mir selbst eine Kirche aus Holz zu bauen und zwar nach dem Vorbild der Kirche im Dorfe Wenkbach bei Marburg. […] Die Wenkbacher Kirche gab mir das, was ich suchte: einen schlichten weißgetünchten Raum mit farbig gestrichenen Bänken und einem dämmerigen Altarraum.“
Das Bild stellte den ersten großen Erfolg Bantzers dar. Es wurde 1899 an die Nationalgalerie Berlin verkauft, 1934 nach Marburg ausgeliehen und befindet sich seit 1968 in Besitz des Universitätsmuseums der Philipps-Universität.